# Административно-территориальное устройство города областного значения Семёнов
Административно-территориальное образование город областного значения Семёнов Нижегородской области создано 22 декабря 2010 года при преобразовании административно-территориальной единицы Семёновский район Нижегородской области. Одновременно муниципальное образование Семёновский муниципальный район было преобразовано в городской округ Семёновский.
В состав города областного значения входит населённый пункт город Семёнов и 12 административно-территориальных образований, не являющихся муниципальными образованиями.
Всего в составе города областного значения и городского округа 192 населённых пункта, в том числе 1 город, 1 посёлок городского типа, 190 сельских населённых пунктов.

## История

### Муниципальный район
Границы и состав муниципальных образований, входящих в состав Семёновского муниципального района были утверждены законом Нижегородской области от 24 октября 2005 г. № 171-З «Об утверждении границ, состава территории Семёновского муниципального района, границ и состава территорий муниципальных образований, входящих в состав Семёновского муниципального района»:
городские поселения
- город Семёнов — г. Семёнов;
- рабочий посёлок Сухобезводное — 8 НП;

сельские поселения
- Беласовский сельсовет — 11 НП;
- Боковской сельсовет — 6 НП;
- Зименковский сельсовет — 12 НП;
- Ивановский сельсовет — 9 НП;
- Ильино-Заборский сельсовет[7] — 6 НП;
- Малозиновьевский сельсовет — 14 НП;
- Медведевский сельсовет — 9 НП;
- Новопетровский сельсовет — 9 НП;
- Огибновский сельсовет — 13 НП;
- Пафнутовский сельсовет — 13 НП;
- Поломский сельсовет — 10 НП;
- Светловский сельсовет — 11 НП;
- Тарасихинский сельсовет — 20 НП;
- Успенский сельсовет — 13 НП;
- Хахальский сельсовет — 16 НП;
- Шалдежский сельсовет — 11 НП[8].

8 июля 2009 года были объединены
- Поломский и Ивановский сельсоветы — в Ивановский сельсовет;
- Шалдежский и Зименковский сельсоветы — в Шалдежский сельсовет;
- Огибновский и Успенский сельсоветы — в Огибновский сельсовет;
- Хахальский и Светловский сельсоветы — в Хахальский сельсовет;
- Боковской и Новопетровский сельсоветы — в Боковской сельсовет[9].

### Городской округ
При образовании городского округа муниципальные образования, входившие в состав муниципального района, были упразднены. Соответствующие административно-территориальные образования города областного значения Семёнов сохранили свой состав.
7 декабря 2012 года деревни Кириллово, Кондратьево, Трегубово, Якимиха были переведены из Шалдежского сельсовета в Беласовский сельсовет.

## Административно-территориальное устройство
Современное административно-территориальное устройство города областного значения Семёнов определено Реестром административно-территориальных образований, городских и сельских населённых пунктов Нижегородской области согласно Закону Нижегородской области «Об административно-территориальном устройстве Нижегородской области».
| Административно-территориальное образование | Населённые пункты в составе |
| ------------------------------------------- | --- |
| Город Семёнов                               | г. Семёнов |
| Рабочий посёлок Сухобезводное               | р. п. Сухобезводное д. Берёзовый Овраг д. Большая Чамра д. Елховка д. Максимиха д. Малая Чамра д. Олониха д. Сухобезводное |
| Беласовский сельсовет                       | д. Беласовка д. Бараниха д. Богоявление д. Дорофеиха д. Елисеево п. Каменный Овраг п. Керженец д. Мошна д. Озеро д. Пустынь д. Стрелка д. Кириллово д. Кондратьево д. Трегубово д. Якимиха |
| Боковский сельсовет                         | д. Боковая д. Большая Погорелка Люнда-Шипово д. Новодмитриевка д. Овсянка д. Чудово д. Шалдежка д. Александровка д. Дуплишка д. Малая Овсянка д. Малая Покровка д. Николаевка д. Новопетровка д. Озерки д. Рубцы |
| Ивановский сельсовет                        | д. Фундриково д. Донское д. Елистратиха д. Журавижное д. Ивановское п. Осинки д. Соколово д. Татарка д. Улангерь д. Полом д. Анниковка д. Бутаки д. Зарубино д. Ключи д. Малиновка д. Марково д. Перелаз д. Починок Крутых д. Яндовы                                                                                                 |
| Ильино-Заборский сельсовет                  | с. Ильино-Заборское д. Афанасьево д. Большая Елховка д. Доенкино п. Ивановский д. Плесо |
| Малозиновьевский сельсовет                  | Малое Зиновьево д. Большие Пруды Большое Зиновьево д. Васильево д. Демьяновка д. Елфимово д. Ларионово д. Малые Пруды д. Родиониха д. Рождественское д. Роньжино д. Трефилиха д. Федориха д. Федосеево |
| Медведевский сельсовет                      | д. Медведево д. Большое Васильево д. Деяново д. Дьяково д. Жужелка п. Зелёный д. Колосково д. Содомово д. Чернуха |
| Огибновский сельсовет                       | д. Огибное д. Аксеново д. Демиха д. Кошелево д. Крутой Овраг д. Никитино д. Павлово д. Питий Овраг д. Поломное д. Пятницкое д. Токарево д. Хвойное д. Чибирь с. Успенское д. Арефьево д. Безводное д. Большая Погорелка д. Гари д. Зименки д. Клышино с. Красные Усады д. Михайлово д. Рыжково п. Фанерное д. Хрящи д. Яковка        |
| Пафнутовский сельсовет                      | д. Пафнутово д. Большая Дуброва д. Грязновка д. Еремино д. Зубово д. Клопиха д. Ключи д. Малая Дуброва д. Песочное д. Плюхино д. Сапы д. Труново д. Яблонное |
| Тарасихинский сельсовет                     | п. ст. Тарасиха д. Алешино д. Белкино д. Белоглазово д. Елховка д. Заево д. Здорово д. Каравайки д. Корельское д. Крутец д. Кулагино д. Лазаревка д. Осинки п. ст. Осинки д. Совинское д. Тарасиха д. Успенье д. Шарино д. Шарпано д. Язвицы                                                                                         |
| Хахальский сельсовет                        | д. Хахалы д. Аристово д. Великуша Двудельное д. Заскочиха д. Кожиха д. Красная Горка д. Красное Плесо п. Лещево д. Лыково д. Макариха д. Новоселье д. Осинки д. Телки д. Феофаниха д. Хомутово с. Светлое д. Большое Оленево д. Зуево д. Козлово д. Лисино д. Малое Оленево д. Паромово д. Святицы д. Сутырь д. Филиппово д. Шадрино |
| Шалдежский сельсовет                        | д. Шалдеж д. Безводное д. Большая Дмитриевка д. Быдреевка д. Клушино д. Клюкино д. Малая Дмитриевка д. Малиновка д. Поломка д. Пыдрей д. Софиловка д. Зименки д. Взвоз д. Гавриловка д. Захарово д. Мериново д. Никитино д. Озерочная д. Покровское                                                                                  |